# Departamento Guaymallén
El departamento Guaymallén es un departamento de la provincia de Mendoza (Argentina), componente del Gran Mendoza. Fue creado por decreto de 1858. Su cabecera desde 1898 es la ciudad de Villa Nueva. A lo largo del siglo xx creció su extensión territorial y población. Según el INDEC (2022), es el departamento más poblado de la provincia con 321 371 habitantes.
El departamento limita al norte y noroeste con el departamento Las Heras, al nordeste con el departamento Lavalle, al oeste con el departamento Capital o ciudad de Mendoza, al sudoeste y al sur con el departamento Godoy Cruz y al sudeste y al este con el departamento Maipú. Es el más poblado de toda la provincia aunque su extensión es de 164 km², lo cual representa el 0,11 % del total de la superficie de la provincia.

## Población
Según el censo del INDEC en 2010 la población arrojó un resultado de 283 803 habitantes.
Para el censo 2022 el departamento registró 321 966 habitantes; lo que representó un aumento en la cantidad de personas del 13,4% menor que el crecimiento poblacional provinciala situado en 17,5%. Estos datos le valieron al departamento tener la mayor población y la tercera mayor densidad poblacional de la provincia.

## Distritos

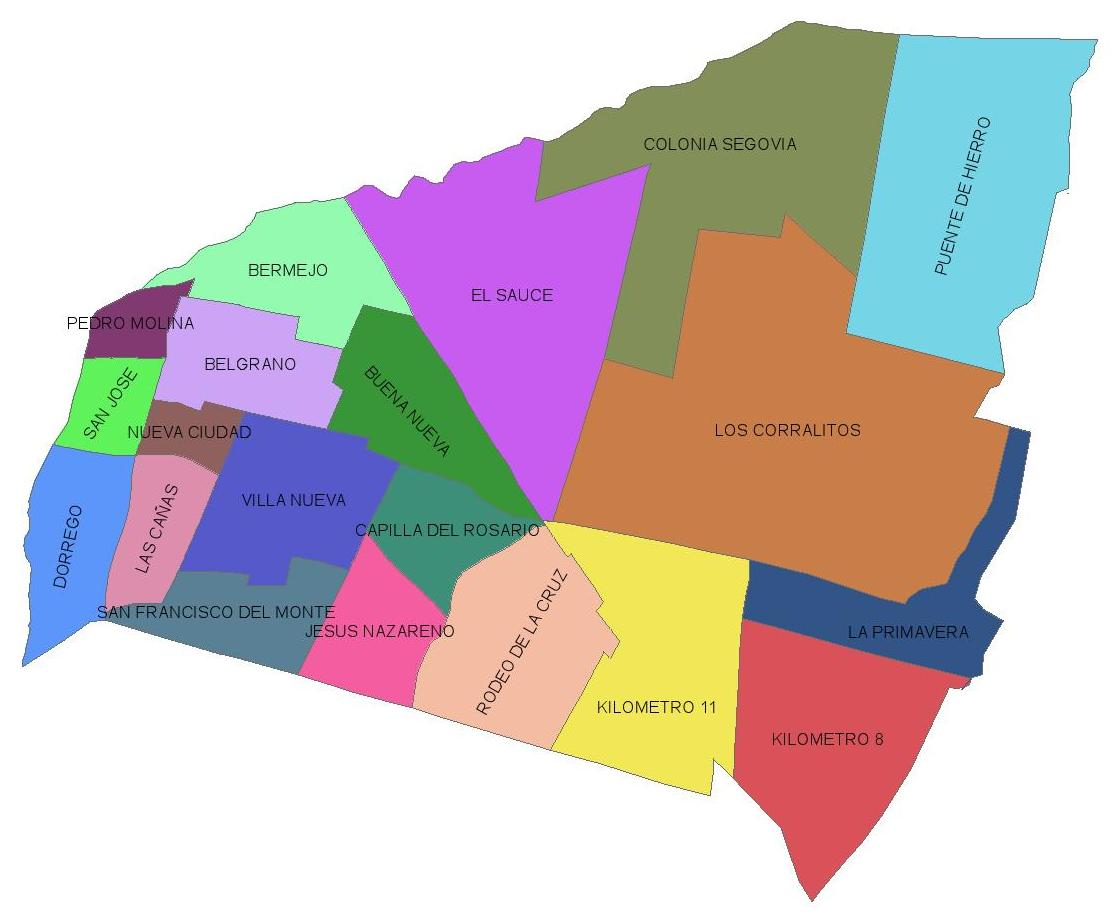
Distritos de Guaymallén.

El Departamento Guaymallén está subdividido en 21 distritos, el último de ellos (Colonia Molina) creado durante 2014 por lo que no fue partícipe del censo 2010 del INDEC, sus habitantes vivían entonces dentro de las jurisdicciones de Corralitos, Puente de Hierro y Colonia Segovia.
| Distrito                | Superficie (km²) | Población (hab.) | Densidad (hab./km²) |
| ----------------------- | ---------------- | ---------------- | ------------------- |
| Dorrego                 | 4,5              | 28.839           | 6408,7              |
| San José                | 2,09             | 12.023           | 5752,6              |
| Pedro Molina            | 1,5              | 10.625           | 7083,3              |
| El Bermejo              | 5,25             | 13.428           | 2557,7              |
| Belgrano                | 4,58             | 39.007           |                     |
| Buena Nueva             | 5,39             | 11.040           |                     |
| Nueva Ciudad            | 1,39             | 6.886            |                     |
| Villa Nueva             | 6,7              | 31.820           |                     |
| Las Cañas               | 3,1              | 13.329           |                     |
| San Francisco del Monte | 4,14             | 6.167            |                     |
| Jesús Nazareno          | 3,63             | 6.875            |                     |
| Rodeo de la Cruz        | 8                | 19.053           |                     |
| El Sauce                | 15,54            | 8.580            |                     |
| Colonia Segovia         | 21,9             | 5.262            |                     |
| Los Corralitos          | 26,31            | 7.723            |                     |
| Kilómetro 11            | 8,49             | 4.839            |                     |
| Kilómetro 8             | 12,97            | 2.815            |                     |
| Capilla del Rosario     | 3,42             | 16.167           |                     |
| La Primavera            | 7,65             | 2.268            |                     |
| Puente de Hierro        | 17,45            | 6.254            |                     |
| Colonia Molina          |                  |                  |                     |

## Historia

### Orígenes
Conforme lo señaló Salvador Canals Frau en 1946, cerca de Mendoza se encontraba un fuerte incaico. Añade que es muy posible que se haya emplazado en la zona de Guaymallén. 
En el año 1561, el español Pedro del Castillo fundó la ciudad de Mendoza, lo cual tuvo 
lugar gracias a que los caciques huarpes, Felipe Esteme y Hernando Goaymaye, habían cedido terrenos para la fundación. El segundo de los caciques, junto a sus indios, poblaba los actuales distritos de Dorrego, San José y Pedro Molina.
El carácter rural del departamento proviene del hecho de que el actual distrito de San José en esa época era la tierra comunal de pastoreo. El mismo nombre de guay-mayen, en huarpe significa “tierra de ciénagas, vegas o bañados”. El estar atravesado por una serie de acequias de regadío facilitaba la expansión de chacras y huertas, viñedos, bodegas y molinos de agua.

### DelsigloXVIal xix
En el año 1561, el capitán español Pedro del Castillo fundó y pobló la Ciudad de Mendoza, nuevo valle de Rioja. Este acontecimiento tuvo lugar gracias a que el propio cacique huarpe, Don Felipe Esteme, “Señor de este Valle y Tierras” había cedido un sitio vacío para fundar ciudad en el entonces Valle de Huantata. El fundador de Mendoza había acordado también con otro cacique huarpe, Don Hernando Goaymaye, quien junto a sus indios poblaba los actuales distritos de Dorrego y Pedro Molina. Por eso, Guaymallén fue el centro por excelencia del asentamiento huarpe en la zona.
Cuatro acequias huarpes encontraron los españoles al llegar al futuro sitio donde se emplazaría la Ciudad de Mendoza. Dos de estos cursos de agua se encontraban en lo que hoy es el Departamento de Guaymallén y los otros dos en el actual Departamento de Capital. El propio casco fundacional de cinco por cinco manzanas trazado en 1561 mordía, por así decirlo, la porción noroeste del actual distrito de Pedro Molina en Guaymallén.
Como el actual distrito de San José había constituido en tiempos fundacionales el “ejido” de la Ciudad de Mendoza, es decir la tierra comunal para pastoreo, ya se perfilaba el carácter eminentemente rural y pastoril del departamento. Durante los primeros trescientos años de vida de la Ciudad de Mendoza, el actual distrito de San José constituía parte de sus arrabales. Esta condición la atestiguan los numerosos planos históricos de la Ciudad de Mendoza. Si asociamos el hecho que el propio nombre de Guay-mayen en lengua huarpe significaría: “tierra de ciénagas, vegas o bañados”. Se comprende que todo facilitaba su evolución en este sentido.
Esta condición se veía posibilitada, además, por el hecho de estar atravesado, en el sentido sur-norte, por una serie de acequias de regadío tales como: la acequia Tovar, en sus variantes de Tovar chico y Tovar grande, que regaba la porción oeste del departamento; la propia acequia Guaimaien [actual calles Las Cañas-Allayme]; la acequia Figueredo [actuales calles Estrada-Sarmiento]; la hijuela Higuerita [actuales calles Azcuénaga-Avellaneda]; la hijuela de La Horqueta [actuales calles Urquiza-Callejón Ruiz] y, finalmente, la hijuela Tapón Moyano [actual calle Tiraso]. Esta disponibilidad de agua para regadío agrícola facilitó tanto la expansión de chacras y huertas, como viñedos y bodegas y la más importante conexión con el litoral y con Buenos Aires era, en la primera etapa de la colonia, la entonces llamada “calle larga” [actual Pedro Molina] o carril viejo. Conexión que siempre pasaba por el actual Departamento de Guaymallén, ya sea con el Carril Nuevo [actual Bandera de los Andes] o el “carril del medio” [actual carril Godoy Cruz]. La actual zona de Dorrego era atravesada, al sesgo, por el camino que, atravesando la zona de chácaras o chacras, iba de la Ciudad de Mendoza hacia el Valle de Uco, camino carril que, según se decía sería: “tan antiguo como la ciudad misma” por la zona de las Barrancas, con dirección hacia el sur de la provincia, hacia la zona del Valle de Uco [actual Tunuyán]. Este camino saldría desde el polígono de la ciudad colonial, en su extremo sureste. Desde el año 1561 hasta el año 1776, fecha de creación del Virreinato del Río de la Plata, la Ciudad de Mendoza a la que pertenecía el actual Departamento de Guaymallén como su suburbio, dependía de la Capitanía General de Chile y del Virreinato del Perú. En tal condición existen documentos en el Archivo Nacional de Chile que refieren expresamente a tierras pertenecientes al actual Departamento de Guaymallén. Por ellos, podemos asegurar que, hacia el año 1750, ya son identificables los actuales distritos de San José y el distrito de Dorrego, aunque sin nombres propios para esta fecha. Las calles son derechas y las manzanas son regulares, aunque no iguales entre sí. El actual Canal Zanjón no aparece. El primer hospital de la provincia, llamado de los Betlehemitas tuvo su asentamiento en el año 1764 en el actual distrito de San José.
Hacia el año 1766, en planos históricos del Archivo Nacional de Chile aparecen identificadas: como Calle Larga a la actual Pedro Molina de Guaymallén; como Calle de Peralta a la actual Alberdi de Guaymallén; la identificada como Calle Pereira es el actual Carril Nacional Bandera de los Andes de Guaymallén; la identificada como Calle de Sotomaior es la actual Mitre de Guaymallén; la identificada como Calle de San Antonio es la actual Correa Saá de Guaymallén y una porción de “la calle del medio” es el actual Carril Godoy Cruz. Una calle existente, pero no identificada, que nace de San Antonio hacia el norte, hasta topar en la Calle Larga es la actual Francisco de la Reta de Guaymallén. En el año 1846, como arrabales de la ciudad de Mendoza, ya aparecen identificados con nombres propios los siguientes barrios de Guaymallén:
- Barrio del Infiernillo: ubicado en proximidades de las actuales calles Cobos y Dorrego en el distrito de Dorrego.
- Barrio de San Antonio: ubicado en proximidades de la actual calle Francisco de la Reta y Olascoaga en el distrito de San José.
- Barrio del río Negro: ubicado en proximidades de las actuales calles Río Negro y Mitre en el distrito de Pedro Molina.
- Barrio de la calle Larga: antiguo nombre de la calle Pedro Molina y Obligado, actual distrito de Pedro Molina.
- Barrio del Bermejo: ubicado en proximidades del actual carril Mathus Hoyos (conocido a mediados del  siglo XX como Almirante Brown), actual Bermejo.

Fue creado el departamento de Guaymallén por decreto de Juan Cornelio Moyano en 1858. Con cabecera en la villa de San José, renombrada villa de Guaymallén. Su cabecera desde 1898 es la ciudad de Nueva Villa de Guaymallén (Villa Nueva).
A lo largo del siglo xx creció su extensión territorial y población. En paralelo al Carril Nacional, surgieron paulatinamente Rodeo de la Cruz, Kilómetro 8 y Kilómetro 11. Guaymallén fue declarada ciudad en 1961.
La expansión a mediados del siglo XIX de la industria vitivinícola mendocina tuvo en el Departamento unos de sus baluartes económicos. Lo facilitaba la posibilidad de tener los viñedos próximos a los establecimientos elaboradores. De su importancia y jerarquía quedan numerosos testimonios patrimoniales de antiguas bodegas distribuidas en su territorio.
Su cercanía con la ciudad Capital de Mendoza lo convierte, inevitablemente, en un área de servicios y residencial que se explica y se comprende en el hecho de constituir uno de los departamentos integrantes del actual Área Metropolitana de Mendoza y el más poblado de todos ellos. Naturalmente, la Ciudad Capital de Mendoza constituye el centro histórico y simbólico de toda la aglomeración mendocina.
En la segunda mitad del siglo XX el Departamento ha incrementado sensiblemente su población, siendo el que más ha crecido en términos cuantitativos según los últimos censos. Se trata, en general, de un gran suburbio con edificación baja y de escasa densidad, aunque también posee barrios populares de alta densidad en torres. Posee toda la complejidad de un departamento con características residenciales urbanas, semirrurales y agrícolas. Su perfil industrial actual está vinculado, mayormente, a la industria agroalimentaria, facilitado por la proximidad de tierras dedicadas a chacras y viñedos, y las buenas vías de comunicación con los centros de consumos locales, nacionales y extranjeros. Su situación relativa es, asimismo, un enclave vial. En efecto, dos autopistas lo atraviesan: el acceso Sur que vincula a la Ciudad de Mendoza con el sur de la provincia y el Acceso Este que la vincula con la capital de la república y el resto del país.
En 1958 se estableció el monumento del Cóndor en la entrada a la Ciudad de Mendoza. El mismo fue trasladado unos metros en 1977, donde permanece. En la intersección del Acceso Este (RN-7) y Acceso Sur (RN-40) de Ciudad de Mendoza.
En 1973 la provincia inauguró en San José la Terminal de Ómnibus. Dicha terminal es la principal de Mendoza para su comunicación tanto con Buenos Aires como con el resto del país y el vecino Chile.
En 1980 se celebró el Congreso Mariano Nacional en el Predio de la Virgen (en la intersección del Acceso Este RN-7 y Acceso Sur RN-40). En 1987 el papa Juan Pablo II visitó Argentina y la provincia de Mendoza. Ese año, el papa ofició una misa en dicho predio. Se erigió una silueta en honor a la Virgen María.
El departamento pasó a tener su propio hospital en 1980. Se fundó el Hospital Pediátrico, bautizado «Dr. H. Notti» en 1992.
A partir de la década del año 1990 la instalación de varias cadenas de hipermercados que proveen a toda el Área Metropolitana de Mendoza y un moderno centro comercial a la vera de la avenida de Acceso Este, han diversificado la oferta de servicios del departamento.

## Religión
| Religión en Guaymallén (2022) | Religión en Guaymallén (2022) | Religión en Guaymallén (2022) | Religión en Guaymallén (2022) | Religión en Guaymallén (2022) |
| ----------------------------- | ----------------------------- | ----------------------------- | ----------------------------- | ----------------------------- |
|                               |                               |                               | %                             |                               |
| Católicos                     | Católicos                     |                               | 69.7 %                        | 69.7 %                        |
| Protestantes                  | Protestantes                  |                               | 15.6 %                        | 15.6 %                        |
| Sin religión                  | Sin religión                  |                               | 13.6 %                        | 13.6 %                        |
| Otros                         | Otros                         |                               | 1.1 %                         | 1.1 %                         |

Al igual que en el resto de los departamentos mendocinos, la mayoría de los habitantes de Guaymallén profesan la fe católica. Casi el 70% de la población es católica.
El Seminario Nuestra Señora del Rosario se encuentra en el distrito de Bermejo.

## Economía
El Producto Bruto de Guaymallén era de 813 millones de pesos en el año 1997, es decir 8,7% del total provincial, distribuido de la siguiente manera: Sector Primario: 1,6%, (en su mayoría agropecuario, minas y canteras); Sector Secundario: 24,9% y  Sector Terciario: 73,5%, actividades financieras (25,2%), servicios comunales y personales (20,1%), transporte, almacenamiento y comunicaciones.

## Gobierno

### Intendentes desde 1983
| Partido                 | Partido | Intendente              | Inicio                  | Fin | Observaciones |
| ----------------------- | ------- | ----------------------- | ----------------------- | --- | ------------- |
|                         | UCR     | Leopoldo Orquin         | 10 de diciembre de 1983 | 10 de diciembre de 1987 |               |
|                         | PJ      | Daniel Wilson           | 10 de diciembre de 1987 | 10 de diciembre de 1991 |               |
| Jorge Alberto Pardal    | PJ      | 10 de diciembre de 1991 | 10 de diciembre de 1995 | |               |
| Jorge Alberto Pardal    | PJ      | 10 de diciembre de 1995 | 10 de diciembre de 1999 | |               |
| Jorge Alberto Pardal    | PJ      | 10 de diciembre de 1999 | 3 de diciembre de 2001  | Se vio forzado a abandonar el cargo a raíz de un accidente.                                                                                             |               |
| Eugenio Vaieretti       | PJ      | 3 de diciembre de 2001  | 10 de diciembre de 2001 | Interino. |               |
| Roberto Blanco          | PJ      | 10 de diciembre de 2001 | 10 de diciembre de 2003 | |               |
|                         | UCR     | Juan Manuel García      | 10 de diciembre de 2003 | 10 de diciembre de 2007 |               |
|                         | PJ      | Alejandro Abraham       | 10 de diciembre de 2007 | 10 de diciembre de 2011 |               |
| 10 de diciembre de 2011 | PJ      | Alejandro Abraham       | 12 de diciembre de 2013 | Renunció para asumir como diputado en la Cámara de Diputados de la Nación Argentina                                                                     |               |
| Luis Lobos              | PJ      | 14 de diciembre de 2013 | 28 de noviembre de 2015 | Abandonó el cargo antes de la finalización de su mandato. En 2022 fue condenado por enriquecimiento ilícito, defraudación y administración fraudulenta. |               |
|                         | UCR     | Evelin Pérez            | 28 de noviembre de 2015 | 10 de diciembre de 2015 | Interina.     |
| Marcelino Iglesias      | UCR     | 10 de diciembre de 2015 | 10 de diciembre de 2019 | |               |
| Marcelino Iglesias      | UCR     | 10 de diciembre de 2019 | 10 de diciembre de 2023 | |               |
| Marcos Calvente         | UCR     | 10 de diciembre de 2023 | En el cargo             | [ 16 ] |               |

### Concejo Deliberante
El Honorable concejo Deliberante de Guaymallén está compuesto por los siguientes concejales, para el periodo 2023-2025:
| Bloques | Bloques               | Integrantes |
| ------- | --------------------- | ----------- |
|         | Frente Cambia Mendoza | 8           |
|         | La Unión Mendocina    | 2           |
|         | Mejor Mendoza         | 1           |
|         | Frente de Todos       | 1           |

En la siguiente tabla se puede observar los concejales de cada partido político y su respectivo periodo:
| N.º | Concejal          | Bloques | Bloques                     | Periodo   |
| --- | ----------------- | ------- | --------------------------- | --------- |
| 1   | Juana Allende     |         | Frente Cambia Mendoza - UCR | 2022-2026 |
| 2   | Ezequiel Genovese |         | Frente Cambia Mendoza - UCR | 2024-2028 |
| 3   | Matías Fernández  |         | Frente Cambia Mendoza - PD  | 2022-2026 |
| 4   | Florencia Triviño |         | Frente Cambia Mendoza - UCR | 2022-2026 |
| 5   | Verónica Cancela  |         | Frente Cambia Mendoza - UCR | 2024-2028 |
| 6   | Cristina Vargas   |         | Frente Cambia Mendoza - UCR | 2024-2028 |
| 7   | Miqueas Burgoa    |         | Frente Cambia Mendoza - UCR | 2022-2026 |
| 8   | Jonathan Mazuela  |         | Frente Cambia Mendoza - UCR | 2022-2026 |
| 9   | Pedro Bastías     |         | Mejor Mendoza               | 2024-2028 |
| 10  | Sonia Sedano      |         | La Unión Mendocina - PD     | 2024-2028 |
| 11  | Exequiel Morales  |         | La Unión Mendocina - PRO    | 2024-2028 |
| 12  | José Pozzoli      |         | Frente de Todos - PJ        | 2022-2026 |

## Sismicidad
La sismicidad del área de Cuyo (centro oeste de Argentina) es frecuente y de intensidad baja, y un silencio sísmico de terremotos medios a graves cada 20 años.